# Lacistodes brunneostola
Lacistodes brunneostola är en fjärilsart som beskrevs av Antonius Johannes Theodorus Janse 1960. Lacistodes brunneostola ingår i släktet Lacistodes och familjen stävmalar. Inga underarter finns listade i Catalogue of Life.